# Барт, Отто (генерал)
Отто Барт (нем. Otto Barth, 18 июня 1891 — 3 мая 1963) — немецкий военачальник, генерал-майор вермахта, командующий несколькими дивизиями во время Второй мировой войны. Кавалер Рыцарского креста Железного креста, высшего ордена нацистской Германии.
Поступил на военную службу 30 марта 1911 года в звании фаненюнкера. С 9 августа 1912 года лейтенант.
Во время Первой мировой войны воевал на Западном фронте и 16 августа 1914 года получил ранение. После излечения вступил в строй 1 июня 1915 года. С 22 мая 1917 года оберлейтенант. В апреле 1918 года участвовал в битве при Армантьере.
Демобилизовался в 1920 году в звании капитана. Работал продавцом фарфора и служащим банка.
Снова поступил на военную службу в феврале 1935 года. В марте 1937 года получил звание майора, в августе 1940 года — подполковника. С декабря 1940 по май 1945 года командовал 117-м артиллерийским полком. С 22 июня 1941 года — на Восточном фронте.
С февраля 1942 года — полковник. В сентябре 1943 года начальник курса в 1-м артиллерийском училище. В июле 1944 года прикомандирован к 12-й пехотной дивизии, но уже в следующем месяце принял командование 30-й пехотной дивизией. В ноябре произведён в генерал-майоры. С февраля 1945 года командовал 21-й авиаполевой дивизией, которая попала в окружение и была разгромлена Красной Армией (Курляндский котёл).
Как военный преступник приговорен к тюремному заключению. Освобождён 9 августа 1955 года.

## Награды
- Железный крест (1914) 2-го и 1-го класса (Королевство Пруссия)
- Военный орден Святого Генриха рыцарский крест (1 мая 1918) (Королевство Саксония)
- Нагрудный знак «За ранение» (1918) в чёрном
- Почётный крест Первой мировой войны 1914/1918 с мечами (1934)
- Пряжка к Железному кресту (1939) 2-го и 1-го класса
- Медаль «За зимнюю кампанию на Востоке 1941/42»
- Немецкий крест в золоте (9 октября 1942)
- Рыцарский крест Железного креста (8 мая 1943)